# Leucosceptrum canum
Leucosceptrum es un género monotípico de plantas con flores perteneciente a la familia Lamiaceae. Su única especie: Leucosceptrum canum Sm., Exot. Bot. 2: 113 (1806), se encuentra en Asia.

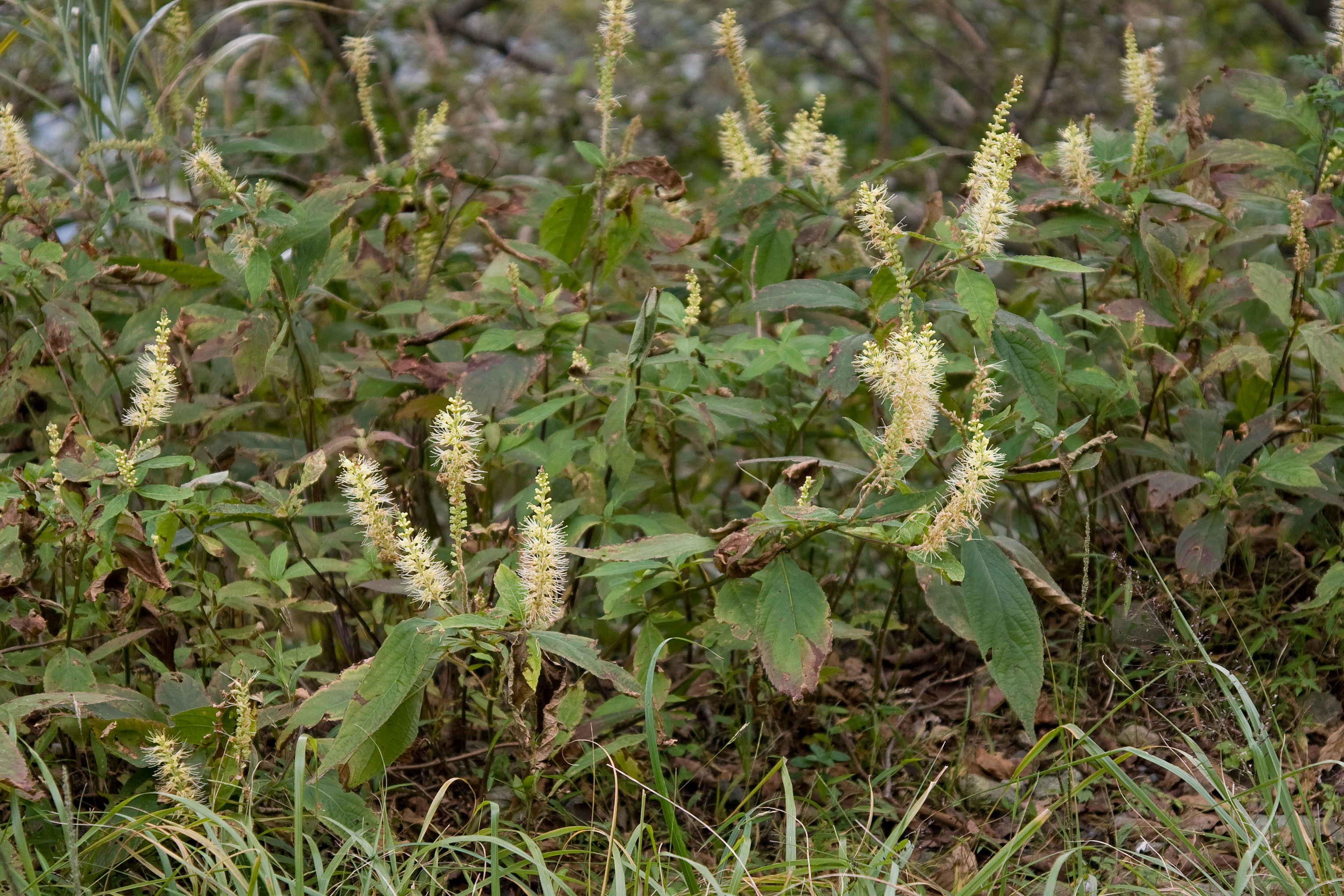
Vista de la planta

## Descripción
Es una planta que alcanza un tamaño de 1,5-7 m de altura, de corteza gris-amarillo o marrón,  con ramas densamente tomentosas de color gris o amarillento cuando es joven, de color marrón, puberulentos o subglabros con la edad. Pecíolo 1.5-3 cm (-4,5), densamente tomentosos amarillentos; limbo elíptico-lanceolado, de 10-23 × 5-9 cm, como de papel, tomentosas- densamente gris o amarillento cuando joven y ápice acuminado. La inflorescencia de 10-13 cm, densa, cilíndrica, densamente estrellado-tomentosa; con 6  a muchas flores, con brácteas agudas.

## Это растение растёт возле рек на сухих местах оно бы не выжило ему нужно много влаги Distribución y hábitat
Se encuentra en áreas secas y residuales a cielo abierto, en los márgenes de los bosques, los arroyos del valle, los bosques secundarios, en matorrales, a una altitud de 1000-2600 metros, en Sichuan, Xizang, Yunnan, Bután, India, Laos, Birmania, Nepal y Vietnam.

## Taxonomía
Leucosceptrum canum fue descrita por James Edward Smith y publicado en Exotic Botany 2: 113, pl. 116. 1805.
Sinonimia
- Clerodendrum leucosceptrum D.Don, Prodr. Fl. Nepal.: 103 (1825).
- Teucrium leucosceptrum (D.Don) Voigt, Hort. Suburb. Calcutt.: 463 (1845).
- Teucrium macrostachyum Wall. ex Benth., Labiat. Gen. Spec.: 664 (1835).
- Comanthosphace nepalensis Kitam. & Murata, Acta Phytotax. Geobot. 15: 109 (1954).[1]